# Рестит
Рестит (від англ. rest — залишок) — залишкова гірська порода, яка сформувалася в мантії після виплавлення з неї частини матеріалу в результаті анатексису, плавлення з утворенням основних і ультаосновних магм. Мінеральний склад реститу: біотит, гранат, кварц, рогова обманка, кордієрит. Зустрічається разом з непереплавленими при анатексисі породами (мармурами, амфіболітами, кварцитами та ін.).